# Camarões nos Jogos Olímpicos de Verão de 2020
Os Camarões competiram nos Jogos Olímpicos de Verão de 2020 em Tóquio. Originalmente programados para ocorrerem de 24 de julho a 9 de agosto de 2020, os Jogos foram adiados para 23 de julho a 8 de agosto de 2021, por causa da pandemia COVID-19. Foi a 15.ª participação da nação nos Jogos Olímpicos de Verão desde sua estreia em 1964. 

## Competidores
Abaixo está a lista do número de competidores nos Jogos.
| Esporte        | Masculino | Feminino | Total |
| -------------- | --------- | -------- | ----- |
| Atletismo      | 1         | 0        | 1     |
| Boxe           | 3         | 0        | 3     |
| Halterofilismo | 0         | 2        | 2     |
| Judô           | 0         | 2        | 2     |
| Lutas          | 0         | 1        | 1     |
| Natação        | 1         | 1        | 2     |
| Tênis de mesa  | 0         | 1        | 1     |
| Total          | 5         | 7        | 12    |

## Atletismo
Camarões recebeu vaga de universalidade da World Athletics para enviar o melhor atleta às Olimpíadas.
- Nota– As posições para os eventos de pista são em relação à bateria do atleta
- Q = Qualificado para a próxima fase
- q = Qualificado para a próxima fase como o perdedor mais rápido ou, em eventos de campo, pela posição sem atingir o alvo para qualificação
- NR = Recorde nacional
- N/A = Fase não aplicável para o evento
- Bye = Atleta não precisou disputar aquela fase

Eventos de pista e estrada
| Atleta         | Evento          | Eliminatória | Eliminatória | Semifinal | Semifinal | Final     | Final   |
| Atleta         | Evento          | Resultado    | Posição      | Resultado | Posição   | Resultado | Posição |
| -------------- | --------------- | ------------ | ------------ | --------- | --------- | --------- | ------- |
| Emmanuel Eseme | 200 m masculino |              |              |           |           |           |         |

## Boxe
Camarões inscreveu três boxeadores para o torneio olímpico. O atleta olímpico da Rio 2016 Wilfried Ntsengue (peso médio masculino), junto com os estreantes Albert Mengue (peso meio-médio masculino) e Maxime Yegnong (peso superpesado masculino), garantiram suas vagas após avançarem à final de suas respectivas categorias de peso no Tornio Africano de Qualificação Olímpica de 2020 em Diamniadio, Senegal.
| Atleta            | Evento           | Fase de 32           | Oitavas-de-final     | Quartas-de-final     | Semifinais           | Final                | Final   |
| Atleta            | Evento           | Adversário Resultado | Adversário Resultado | Adversário Resultado | Adversário Resultado | Adversário Resultado | Posição |
| ----------------- | ---------------- | -------------------- | -------------------- | -------------------- | -------------------- | -------------------- | ------- |
| Albert Mengue     | -69 kg masculino |                      |                      |                      |                      |                      |         |
| Wilfried Ntsengue | -75 kg masculino |                      |                      |                      |                      |                      |         |
| Maxime Yegnong    | +91 kg masculino | —                    |                      |                      |                      |                      |         |

## Halterofilismo
Camarões inscreveu duas halterofilistas para a competição olímpica. Jeanne Gaëlle Eyenga (76 kg feminino) e Clementine Meukeugni (87 kg feminino) lideraram a lista de halterofilistas da África em suas respectivas categorias de peso baseado no Ranking Absoluto Continental da IWF. 
| Atleta               | Evento          | Arranque  | Arranque | Arremesso | Arremesso | Total | Posição |
| Atleta               | Evento          | Resultado | Posição  | Resultado | Posição   | Total | Posição |
| -------------------- | --------------- | --------- | -------- | --------- | --------- | ----- | ------- |
| Jeanne Gaëlle Eyenga | –76 kg feminino |           |          |           |           |       |         |
| Clementine Meukeugni | –87 kg feminino |           |          |           |           |       |         |

## Judô
Camarões qualificou um total de duas judocas para competir nas seguintes categorias de peso. A atleta olímpica da Rio 2016 Hortence Atangana foi selecionada entre as 18 melhores atletas do ranking da categoria (+78 kg) baseado no Ranking Olímpico da IJF de 28 de junho de 2021, enquanto a medalhista de bronze dos Jogos Pan-Africanos de 2019 Ayuk Otay Arrey Sophina (70 kg) aceitou uma vaga continental da África como a judoca de melhor ranking da nação fora da posição de qualificação direta.
| Atleta                  | Evento          | Fase de 32           | Oitavas-de-final     | Quartas-de-final     | Semifinais           | Repescagem           | Final / BM           | Final / BM |
| Atleta                  | Evento          | Adversária Resultado | Adversária Resultado | Adversária Resultado | Adversária Resultado | Adversária Resultado | Adversária Resultado | Posição    |
| ----------------------- | --------------- | -------------------- | -------------------- | -------------------- | -------------------- | -------------------- | -------------------- | ---------- |
| Ayuk Otay Arrey Sophina | –70 kg feminino |                      |                      |                      |                      |                      |                      |            |
| Hortence Atangana       | +78 kg feminino |                      |                      |                      |                      |                      |                      |            |

## Lutas
Camarões qualificou uma halterofilista para a categoria livre até 53 kg feminino na competição olímpica, após ficar entre as duas primeiras do Torneio de Qualificação Olímpica da África e Oceania de 2021 em Hammamet, Tunísia.
Chave:
- VT (pontos de classificação: 5–0 ou 0–5) – Vitória por queda
- VB (pontos de classificação: 5–0 ou 0–5) – Vitória por lesão (VF por WO, VA por desistência ou desqualificação)
- PP (pontos de classificação: 3–1 ou 1–3) – Decisão por pontos – o perdedor com pontos técnicos.
- PO (pontos de classificação: 3–0 ou 0–3) – Decisão por pontos – o perdedor sem pontos técnicos.
- ST (pontos de classificação: 4–0 ou 0–4) – Grande superioridade – o perdedor sem pontos técnicos e uma margem de vitória de pelo menos 8 (Greco-Romana) ou 10 pontos (livre).
- SP (pontos de classificação: 4–1 ou 1–4) – Superioridade técnica – o perdedor com pontos técnicos e uma margem de vitória de pelo menos 8 (Greco-Romana) ou 10 pontos (livre).

Luta livre feminino
| Atleta         | Evento | Oitavas de final   | Quartas de final   | Semifinal          | Repescagem         | Final / BM         | Final / BM |
| Atleta         | Evento | Oposição Resultado | Oposição Resultado | Oposição Resultado | Oposição Resultado | Oposição Resultado | Posição    |
| -------------- | ------ | ------------------ | ------------------ | ------------------ | ------------------ | ------------------ | ---------- |
| Joseph Essombe | −53 kg |                    |                    |                    |                    |                    |            |

## Natação
Camarões recebeu vagas de universalidade da FINA para enviar os nadadores de melhor ranking (um por gênero) para seus respectivos eventos individuais nas Olimpíadas, baseado no Ranking de Pontos da FINA de 28 de junho de 2021.
| Atleta                   | Evento               | Eliminatória | Eliminatória | Semifinal | Semifinal | Final | Final   |
| Atleta                   | Evento               | Tempo        | Posição      | Tempo     | Posição   | Tempo | Posição |
| ------------------------ | -------------------- | ------------ | ------------ | --------- | --------- | ----- | ------- |
| Charly Ndjoume           | 50 m livre masculino |              |              |           |           |       |         |
| Norah Elisabeth Milanesi | 50 m livre feminino  |              |              |           |           |       |         |

## Tênis de mesa
Camarões inscreveu uma atleta para a competição olímpica do tênis de mesa pela primeira vez em oito anos. A atleta olímpica de Londres 2012 Sarah Hanffou conquistou a vitória na semifinal para garantir uma das quatro vagas disponíveis para o individual feminino no Tornio Africano de Qualificação Olímpica de 2020 em Túnis, Tunísia.
| Atleta        | Evento           | Preliminar           | Rodada 1             | Rodada 2             | Rodada 3             | Oitavas              | Quartas              | Semifinal            | Final                | Final |
| Atleta        | Evento           | Adversária resultado | Adversária resultado | Adversária resultado | Adversária resultado | Adversária resultado | Adversária resultado | Adversária resultado | Adversária resultado | Pos.  |
| ------------- | ---------------- | -------------------- | -------------------- | -------------------- | -------------------- | -------------------- | -------------------- | -------------------- | -------------------- | ----- |
| Sarah Hanffou | Simples feminino |                      |                      |                      |                      |                      |                      |                      |                      |       |